# Принцрегентенплац (станция метро)
«Принцрегентенплац» (нем. Prinzregentenplatz) — станция Мюнхенского метрополитена, расположенная на линии  между станциями «Макс-Вебер-Плац» и «Бёмервальдплац». Станция находится на одноимённой площади на границе районов Богенхаузен (нем. Bogenhausen) и Ау-Хайдхаузен (нем. Au-Haidhausen).

## История
Открыта 27 октября 1988 года в составе участка «Макс-Вебер-Плац» — «Арабеллапарк». Станция названа в честь принц-регента Луитпольда Баварского.

## Архитектура и оформление
Двухпролётная колонная станция мелкого заложения, планировалась и оформлялась архитекторами Александром фон Бранкой (нем. Alexander Freiherr von Branca), Хайнцем Хильмером (нем. Heinz Hilmer), Кристофом Затлером (нем. Christoph Sattler) и архитектурным бюро «Билински и партнёры» (нем. Bielinski und Partner). Путевые стены, потолок и колонны облицованы плитами из светлого мрамора и обрамлены лентами чёрного цвета. Станция имеет один выход, расположенный в центре платформы, который ведёт в подземный вестибюль. Примерно на высоте человеческого роста по всей путевой стене проходит жёлтая полоса. В западном торце платформы расположен лифт, который идёт непосредственно на улицу.

## Таблица времени прохождения первого и последнего поезда через станцию

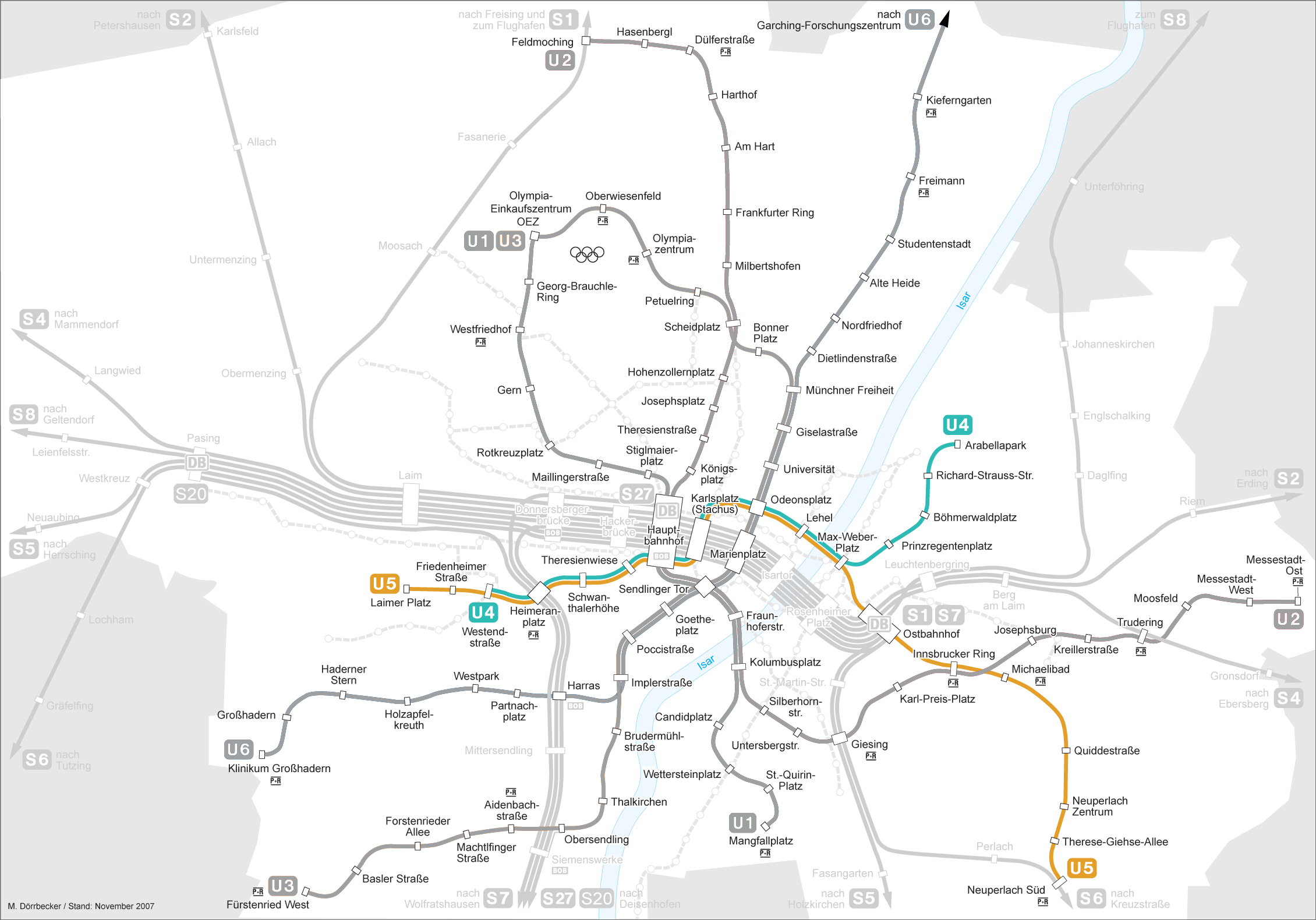
Сеть линий и мюнхенского метро

|                                     | Воскресенье — Четверг (ч:мм) | Пятница — Суббота (ч:мм) |
|                                     | первый                       |                          |
| последний                           |                              |                          |
| В сторону станции «Макс-Вебер-Плац» | 4:22                         | 4:22                     |
| В сторону станции «Макс-Вебер-Плац» | 1:05                         | 2:05                     |
| В сторону станции «Бёмервальдплац»  | 4:44                         | 4:44                     |
| В сторону станции «Бёмервальдплац»  | 1:26                         | 2:26                     |

## Пересадки
Проходят автобусы следующих линий: 54, 100 и ночные N43 и N44.
| Предыдущая станция | Расстояние | Линия | Расстояние | Следующая станция |
| ------------------ | ---------- | ----- | ---------- | ----------------- |
| Макс-Вебер-Плац    | 791 м      |       | 838 м      | Бёмервальдплац    |